# Drosophila curvispina
Drosophila curvispina is een vliegensoort uit de familie van de fruitvliegen (Drosophilidae). De wetenschappelijke naam van de soort is voor het eerst geldig gepubliceerd in 1984 door Watabe & Toda.